# Bryant, Illinois
Bryant är en ort i Fulton County i delstaten Illinois, USA.